# Liste des aéroports les plus fréquentés en Irlande
 (mars 2019).
Cette liste comprend les aéroports de l'Irlande et d'Irlande du Nord classés par nombre de passagers. 

## En Irlande
Pour des raisons techniques, il est temporairement impossible d'afficher le graphique qui aurait dû être présenté ici.

Voir la requête brute et les sources sur Wikidata.
| Rang | Province | Aéroport            | Comté   | Code IATA | Code ICAO | Total passagers |
| ---- | -------- | ------------------- | ------- | --------- | --------- | --------------- |
| 1.   | Leinster | Dublin              | Dublin  | DUB       | EIDW      | 31 319 419      |
| 2.   | Munster  | Cork                | Cork    | ORK       | EICK      | 2 387 806       |
| 3.   | Munster  | Shannon             | Clare   | SNN       | EINN      | 1 677 661       |
| 4.   | Connacht | Knock-Irlande Ouest | Mayo    | NOC       | EIKN      | 775 063         |
| 5.   | Munster  | Kerry-Killarney     | Kerry   | KIR       | EIKY      | 365 339         |
| 6.   | Ulster   | Donégal-Carrickfinn | Donegal | CFN       | EIDL      | 46 537          |
| 7.   | Connacht | Connemara           | Galway  | NNR       | EICA      | 15 322          |
| 8.   | Connacht | Inis Mór/Inishmore  | Galway  | IOR       | EIIM      | 8 814           |

## En Irlande du Nord
Pour des raisons techniques, il est temporairement impossible d'afficher le graphique qui aurait dû être présenté ici.

Voir la requête brute et les sources sur Wikidata.